# Isotta Nocchi
Isotta Nocchi (Florencia, Italia, 24 de noviembre de 1996) es una futbolista italiana. Juega como delantera y actualmente milita en el Empoli Ladies de la Serie A de Italia, cedida por la ACF Fiorentina.

## Trayectoria
Se formó en la cantera del Firenze, donde disputó el Campeonato Primavera. En 2013 pasó al primer equipo, debutando en la Serie A. En verano de 2015, los derechos deportivos del Firenze fueron adquiridos por la Fiorentina Women's, sección femenina del homónimo club, y Nocchi se incorporó al nuevo club. Sin embargo, no encontró espacio y para la temporada 2016-17 fue cedida al Arezzo, donde contribuyó a la permanencia del equipo en la Serie B con 11 goles en 23 presencias, convirtiéndose en la máxima goleadora aretina de la temporada.
El año siguiente, pasó a préstamo al Florentia, recién ascendido a la Serie B, y fue entre las protagonistas de la temporada, también marcando un gol contro la Roma CF en el desempate por el ascenso a la Serie A. Tras volver a la Fiorentina, en diciembre de 2018 se oficializó su nueva cesión al Florentia (que en 2019 mudó su sede a San Gimignano, cambiando su nombre a Florentia San Gimignano). En julio de 2020, abandonó la Toscana por primera vez en su carrera, siendo cedida al Napoli. En julio de 2021 fue cedida al Empoli Ladies.

## Clubes
| Club                             | País   | Año         |
| -------------------------------- | ------ | ----------- |
| A. C. F. Firenze                 | Italia | 2013 - 2015 |
| A. C. F. Fiorentina              | Italia | 2015 - 2016 |
| A. C. F. Arezzo (cedida)         | Italia | 2016 - 2017 |
| C. F. Florentia (cedida)         | Italia | 2017 - 2018 |
| A. C. F. Fiorentina              | Italia | 2018        |
| Florentia San Gimignano (cedida) | Italia | 2018 - 2020 |
| Napoli Femminile (cedida)        | Italia | 2020 - 2021 |
| Empoli Ladies (cedida)           | Italia | 2021 - Act. |

## Palmarés

### Campeonatos nacionales
| Título             | Club                    | País   | Año         |
| ------------------ | ----------------------- | ------ | ----------- |
| Serie B            | Florentia San Gimignano | Italia | 2017 - 2018 |
| Supercopa italiana | A. C. F. Fiorentina     | Italia | 2018        |